# Stevns
Stevns er en halvø på Østsjælland. Den afgrænses fra selve Sjælland af Tryggevælde Å, Stevns Å og Kildeå. Hovedbyen er Store Heddinge. Ifølge traditionen er Stevns Elverkongens rige.
- Stevns Klint
- Holtug Kridtbrud fra Stevns Klint

## Forfattere med tilknytning til Stevns
- Carit Etlar
- Jens Fink-Jensen
- Anton Nielsen (ikke at forveksle med Anton Nielsen (Anton Lauritz Nielsen), født 1827)
- Dagmar Nielsen
- Niels E. Nielsen
- Christian Richardt
- Martin A. Hansen
- Søren Ulrik Thomsen
- Mikkel Lomborg alias Hr. Skæg